# Cougar C22
Pour les articles homonymes, voir Cougar et C22.
Chronologie des modèles
Cougar C20 Cougar C24S
La Cougar C22 est une voiture de course construite par Courage Compétition destinée à participer au championnat du monde des voitures de sport.

## Résultats sportifs
| Course            | Date          | no | Écurie              | Pilotes                                      | Châssis                            | Classement |
| Course            | Date          | no | Écurie              | Pilotes                                      | Moteur                             | Classement |
| ----------------- | ------------- | -- | ------------------- | -------------------------------------------- | ---------------------------------- | ---------- |
| 24 Heures du Mans | 11 au 12 juin | 30 | Courage Compétition | Paul Belmondo Ukyo Katayama François Migault | C22-001                            | Abandon    |
| 24 Heures du Mans | 11 au 12 juin | 30 | Courage Compétition | Paul Belmondo Ukyo Katayama François Migault | Porsche Type-935 3.0L Turbo Flat-6 | Abandon    |

| Course                              | Date         | no | Écurie              | Pilotes                                                    | Châssis                            | Classement |
| Course                              | Date         | no | Écurie              | Pilotes                                                    | Moteur                             | Classement |
| ----------------------------------- | ------------ | -- | ------------------- | ---------------------------------------------------------- | ---------------------------------- | ---------- |
| WSPC Suzuka (480 km)                | 9 avril      | 13 | Courage Compétition | Pascal Fabre Alessandro Santin                             | C22-003                            | 14e        |
| WSPC Suzuka (480 km)                | 9 avril      | 13 | Courage Compétition | Pascal Fabre Alessandro Santin                             | Porsche Type-935 3.0L Turbo Flat-6 | 14e        |
| 480 km de Dijon                     | 21 mai       | 13 | Courage Compétition | Pascal Fabre Jean-Denis Delétraz Fabien Giroix Denis Morin | C22-003                            | 9e         |
| 480 km de Dijon                     | 21 mai       | 13 | Courage Compétition | Pascal Fabre Jean-Denis Delétraz Fabien Giroix Denis Morin | Porsche Type-935 3.0L Turbo Flat-6 | 9e         |
| Tropheo Repsol (480 km)             | 25 juin      | 13 | Courage Compétition | Pascal Fabre Bernard de Dryver                             | C22-003                            | 9e         |
| Tropheo Repsol (480 km)             | 25 juin      | 13 | Courage Compétition | Pascal Fabre Bernard de Dryver                             | Porsche Type-935 3.0L Turbo Flat-6 | 9e         |
| Brands Hatch Trophy (480 km)        | 23 juillet   | 13 | Courage Compétition | Pascal Fabre Hervé Regout                                  | C22-003                            | 7e         |
| Brands Hatch Trophy (480 km)        | 23 juillet   | 13 | Courage Compétition | Pascal Fabre Hervé Regout                                  | Porsche Type-935 3.0L Turbo Flat-6 | 7e         |
| International ADAC Trophäe (480 km) | 20 août      | 13 | Courage Compétition | Pascal Fabre Hervé Regout                                  | C22-003                            | 9e         |
| International ADAC Trophäe (480 km) | 20 août      | 13 | Courage Compétition | Pascal Fabre Hervé Regout                                  | Porsche Type-935 3.0L Turbo Flat-6 | 9e         |
| Wheatcroft Gold Cup (480 km)        | 3 septembre  | 13 | Courage Compétition | Pascal Fabre Hervé Regout                                  | C22-003                            | 9e         |
| Wheatcroft Gold Cup (480 km)        | 3 septembre  | 13 | Courage Compétition | Pascal Fabre Hervé Regout                                  | Porsche Type-935 3.0L Turbo Flat-6 | 9e         |
| 480 km de Spa                       | 17 septembre | 13 | Courage Compétition | Pascal Fabre Hervé Regout                                  | C22-003                            | Abandon    |
| 480 km de Spa                       | 17 septembre | 13 | Courage Compétition | Pascal Fabre Hervé Regout                                  | Porsche Type-935 3.0L Turbo Flat-6 | Abandon    |
| Trofeo Hermanos Rodríguez (480 km)  | 29 octobre   | 13 | Courage Compétition | Pascal Fabre Oscar Manautou                                | C22-003                            | Abandon    |
| Trofeo Hermanos Rodríguez (480 km)  | 29 octobre   | 13 | Courage Compétition | Pascal Fabre Oscar Manautou                                | Porsche Type-935 3.0L Turbo Flat-6 | Abandon    |

| Course            | Date          | no | Écurie              | Pilotes                                         | Châssis                            | Classement |
| Course            | Date          | no | Écurie              | Pilotes                                         | Moteur                             | Classement |
| ----------------- | ------------- | -- | ------------------- | ----------------------------------------------- | ---------------------------------- | ---------- |
| 24 Heures du Mans | 10 au 11 juin | 12 | Courage Compétition | Patrick Gonin Bernard de Dryver Bernard Santal  | C02-002                            | Abandon    |
| 24 Heures du Mans | 10 au 11 juin | 12 | Courage Compétition | Patrick Gonin Bernard de Dryver Bernard Santal  | Porsche Type-935 3.0L Turbo Flat-6 | Abandon    |
| 24 Heures du Mans | 10 au 11 juin | 13 | Courage Compétition | Pascal Fabre Jean-Louis Bousquet Jirou Yoneyama | C22-004                            | Abandon    |
| 24 Heures du Mans | 10 au 11 juin | 13 | Courage Compétition | Pascal Fabre Jean-Louis Bousquet Jirou Yoneyama | Porsche Type-935 3.0L Turbo Flat-6 | Abandon    |